# Sergej Trufanov
Sergej Michajlovič Trufanov (in russo: Сергей Михайлович Труфанов; trasl. angl.: Sergei Mikhailovich Trufanov; Mariinskaja, 19 ottobre 1880 – 28 gennaio 1952) è stato un religioso russo, predicatore carismatico, enfant terrible della chiesa russa ortodossa, panslavista e attore.
È conosciuto principalmente per il suo libro semi-autobiografico su Rasputin. In questo lavoro fu sostenuto da Maksim Gor'kij, dal 1902 amico di Lenin. Maksim Gor'kij sperava che la storia di Trufanov su Rasputin avrebbe screditato la famiglia dello zar e alla fine avrebbe contribuito alla propaganda rivoluzionaria.

## Biografia
Sergej Trufanov è nato a Stanica Mariinskaja, figlio di un diacono locale, è cresciuto in un piccolo cottage vicino al fiume Don. Era uno dei tredici figli; secondo lui cinque morirono giovani di fame. All'età di dieci anni andò a scuola a Novočerkassk. All'età di 15 anni è entrato nel seminario teologico locale. Cinque anni dopo si laureò e andò nella capitale per frequentare l'Accademia Teologica di San Pietroburgo.
Nel 1903 fu ordinato ieromonaco con il nome di Iliodor; due anni dopo si è laureato in Accademia, dove incontrò padre Gapon. Iliodor si occupava dei poveri e si aspettava che il clero, non i rivoluzionari, potessero cambiare il paese. Fu scoperto da Theofan di Poltava e incontrò Rasputin.
Iliodor fu nominato docente al seminario di Jaroslavl', ma tornò nella capitale entro un anno. È stato invitato alla reggia di Peterhof dove scandalizzò il suo pubblico in un sermone, difendendo la riforma agraria che doveva essere emanata dallo zar. Gli aristocratici russi ed il Santissimo Sinodo rimasero scioccati da questo comportamento.
Il Sinodo decise di bandire Iliodor, ma Rasputin e lo zar lo hanno difeso. Invece Iliodor si trasferì in Volinia e visse nella Počaïvs'ka Lavra, il centro del Panslavismo. In un giornale ha attaccato i rivoluzionari e gli ebrei: secondo lui, Iliodor si rivoltò contro la formazione di destra Unione del Popolo Russo ed il movimento Centurie nere, poiché credevano nell'autocrazia dello Zar. Ha guadagnato notorietà per aver attaccato il primo ministro Pëtr Arkad'evič Stolypin, industriale e politico locale, in seguito gli fu proibito di predicare dal Santissimo Sinodo.
Nel 1908 fu salvato dal vescovo Hermogen e assegnato a Volgograd, dove l'URP aveva fondato la sua prima filiale e dove Iliodor raccolse grandi folle. Iliodor creò il monastero dello Spirito Santo nel 1909. L'anno successivo gli fu proibito di predicare più a lungo e fu esiliato a Minsk. Fu invitato a Carskoe Selo per incontrare la Zarina; non nel palazzo di Alessandro, ma nella casa di Anna Vyrubova. Iliodor è stato autorizzato a tornare a Volgograd su richiesta di Rasputin. Stolypin chiese di bandire Iliodor da Novosil', e lo zar acconsentì, ma l'abate fuggì e tornò a Volgograd.

### Rasputin
Nel 1909 Iliodor, insieme a Grigorij Rasputin, visitarono il suo villaggio in treno. Iliodor iniziò a chiedersi se Rasputin fosse un diavolo o un santo, ma lo difese dagli attacchi della stampa nel 1910. All'inizio del 1911 Rasputin si recò in Terra Santa. Sulla via del ritorno ha visitato Caricyn. Iliodor era stato invitato dallo Zar il 21 maggio, con la richiesta di non attaccare i suoi ministri, ma i rivoluzionari e gli ebrei. Cinque giorni dopo Iliodor fu promosso e divenne archimandrita. Nel dicembre 1911 Hermogenes e Iliodor entrarono in conflitto con Rasputin, a cui piaceva toccare e baciare e aveva quasi libero accesso dentro la famiglia imperiale. Dopo essere stato picchiato da Hermogen, in un monastero sull'Isola Vasil'evskij, Rasputin si è lamentato con la famiglia imperiale.
Iliodor ha avviato una campagna di calunnie e ricatti contro Rasputin. Insinuando che Aleksandra e Rasputin fossero amanti, mostrò a Makarov un carteggio di lettere, una scritta dalla Zarina e quattro dalle sue figlie; le lettere date o rubate furono consegnate allo Zar.
Nel 1912, Iliodor si distaccò dalla Chiesa ortodossa russa, pubblicò un'apologia agli ebrei, e fu diffamato; il suo monastero è stato chiuso; è stato bandito dal monastero di Froliši nel Volodarskij rajon (Oblast' di Nižnij Novgorod). Sembra che sia rifugiato da Pëtr Badmaev a San Pietroburgo.
Nell'estate del 1914, dopo il tentativo di assassinio a Rasputin da parte di Chionija Guseva, fuggì lungo tutto il Golfo di Botnia fino a Christiania (l'attuale Oslo), in Norvegia, con l'aiuto del Granduca Nicola e Maksim Gor'kij. Rasputin credeva che Iliodor e Vladimir Džunkovskij avessero organizzato l'agguato. Guseva, una fanatica religiosa, era stata sua seguace negli anni precedenti e «aveva negato la partecipazione di Iliodor, dichiarando che aveva tentato di uccidere Rasputin perché stava diffondendo la tentazione tra gli innocenti».  Il procuratore locale ha deciso di sospendere qualsiasi azione contro Iliodor per motivi non divulgati, Guseva fu rinchiusa in un manicomio a Tomsk e il processo fu evitato.
La maggior parte dei nemici di Rasputin era ormai scomparsa. Stolypin era morto, Iliodor si nascondeva, Vladimir Nikolaevič Kokovcov ex primo ministro ritirato dalle cariche, l'arcivescovo Theofan di Poltava esiliato, il vescovo Hermogen bandito illegalmente.
Insieme ad Aleksej Chvostov inventò un piano per uccidere Rasputin all'inizio del 1916. Successivamente Iliodor cercò di corrompere la zarina pubblicando il suo libro su Rasputin. Nel giugno 1916 salpò per New York. Nel film perduto The Fall of the Romanoffs (1917), Iliodor interpretava sé stesso, in seguito ha pubblicato il suo libro. Casimir Pilenas, nella sua corrispondenza con l'American Jewish Committee, ha affermato di essere un suo "agente". Nel 1918 tornò nella Russia sovietica, offrendo i suoi servizi a Lenin, e visse per diversi anni a Caricyn. Nel 1922 portò la sua famiglia a New York, dove divenne battista, lavorò come custode nel Metropolitan Life Insurance Company Tower, e trascorse il resto della sua vita a New York City.

## Opere
- Mad Monk of Russia, Iliodor: Memoirs and Confessions of Sergei Michailovich Trufanoff, Iliodor. New York: Century Co., 1918